# Mantispa tenera
Mantispa tenera is een insect uit de familie van de Mantispidae, die tot de orde netvleugeligen (Neuroptera) behoort. 
Mantispa tenera is voor het eerst wetenschappelijk beschreven door Navás in 1914.